# نتوء ظهري متلاصق
النتوء الظهري المتلاصق (proximodorsal Process) هو عبارة عن إحدى سمات جمجمة الأركوصورات (archosaurs). وقد يكون زوجًا من الألسنة أو الشفير (flanges) ذي الشكل النصلي الموجود في الحُوض، وهو يعمل كنقطة تثبيت لربط عضلات القدم. وهذا النتوء له أهمية خاصة في التشريح والتشريح المقارن لطيور الحُقبة الوُسطى وديناصورات المانيرابتورا (maniraptora). ويتكون الحُوض من ثلاثة أزواج عظمية وعجُز (sacrum). والأزواج العظمية الثلاثة هي العظمة الحُرقُفية (ilium) والعظمة الإسكية (ischium) وعظمة العانة (pubis). ويُمكن أن يوجد في العظمة الإسكية نتوء مُسِد (obturator process) و/أو نتوء ظهري متلاصق. وتتمثل الحالة البدائية الأكثر شيوعًا في عدم وجود نتوء ظهري متلاصق، ولكن يوجد نتوء مُسِد كبير. ففي الطيور البدائية تكون العظمة الإسكية عادةً بها نتوء مُسِد صغير يكاد يكون معدومًا أو نتوء ظهري متلاصق كبير ومستطيل الشكل يمتد إلى العظم الحُرقُفي. وهذا هو الوضع القائم في طيور الأركيوبيتركس (Archaeopteryx) والكونفيوشسورنيس (Confuciusornis) والإنانشيونيثينس (enantiornithines). أما الدرومايوصوريات (dromaeosaurs) الموجودة في أمريكا الجنوبية والتي تسمى آنينلاجيني (unenlagiinae) فتكون في حالة متوسطة بين الاثنين، حيث يكون لديها نتوء مُسِد كبير ونتوء ظهري متلاصق.